# مجلة الجنس اللطيف
مجلة الجنس اللطيف Womankind هي عبارة عن مجلة إخبارية خالية من الإعلانات تُوزع في جميع أنحاء المملكة المتحدة وأستراليا ونيوزيلندا وأوروبا وآسيا والولايات المتحدة وكندا. ذكرت صحيفةسيدني مورنينغ هيرالد أن تداول المجلة الأولي بلغ 20000 نسخة هدفت من خلالها إلى إيجاد مجموعة ديموغرافية واسعة من النساء الأذكياء المهتمين بالأفكار الكبيرة حول الفلسفة وعلم الاجتماع وعلم النفس". تُوزع المجلة على 3000 وكالة إخبارية في أستراليا. كانت مجلة الجنس اللطيف Womankind الأكثر مبيعًا في تاريخ مهرجان كتاب خليج بايرون Byron Bay Writers عند إطلاقه في عام 2014 كواحدو ضمن عدد قليل من منشورات الصحف اليومية الخالية من الإعلانات. يقوم على إعداد المجلة الفريق المسؤول عن إعداد المجلة الفلسفية الأكثر انتشارًا في العالم، الفيلسوف الجديد New Philosopher، والتي أُطلقت في عام 2013 في أستراليا، ونيوزيلندا والولايات المتحدة وكندا والمملكة المتحدة.

## المجلة الخالية من الإعلانات
جذب شكل المجلة الخالية من الاعلانات اهتمام المؤسسات الإعلامية؛ حيث لاحظت وكالة نادي الفن ArtsHub أن أسهم المجلة قد ارتفعت بشكل مطرد إلى أعلى لتنافس المجلات النسائية الأكثر شهرةً مثل ماري كلير ومجلة فوغ، واصفةً ذلك بأنه «تغيير لمفهوم صناعة النشر حيث تغذي المجلة أرواح مجموعة ديموغرافية واسعة من النساء الأذكياء المهتمين بالأفكار الكبيرة حول الفلسفة وعلم الاجتماع وعلم النفس». كما تصفها جريدة برود شيت Broadsheet بأنها«تغيير لمفهوم ما هي مجلة المرأة».

## الجوائز
ظهرت سيمون دي بوفوار على أحد أغلفة المجلة وصُوِّت من أجلها كأحد أفضل الأغلفة في العالم من قِبَل موقع ميديا للإعلام الألماني؛ كما تم اختيار مُحررة المجلة أنطونيا كايس في عام 2016 كمُحررة العام في جائزة ستوك The Stack لعام 2016. كما اختارات مجلة المكتبة Library Journal مجلة الجنس اللطيف في وقت سابق من عام 2016 كواحدة من أفضل المجلات في الولايات المتحدة لعام 2015، قائلةً «قام المساهمين الكرام والفنانين بتقديم الأفكار الثاقبة والمثيرة للاهتمام من خلال النص، والتصوير الفوتوغرافي، والرسومات» وأنه «على الرغم من أن المجلة أُنشأت في الغالب علد يد مجموعة من النساء، إلا أنا أمامها الكثير لتقدمه للمفكرين المستقلين من كلا الجنسين.»

## المساهمون
تشمل أسماء المساهمين في المجلة الفائزة بجائزة بوكر الأدبية دي بي سي بيير، والفائزة بجائزة الاتحاد الأسترالي للفلسفة الإعلامية، ومديرة تحرير مجلة الفيلسوف الجديد كيس أنطونيا، والفائز بجوائز الكتاب الأيرلندية نيف بويس، والفائزة بجائزة الكومنولث للقصة القصيرة وجائزة مايلز فرانكلين لوسي تريلوار، والفائزة بجائزة الكومنولث للقصة القصيرة وجائزة مايلز فرانكلين أستاذة الفلسفة ماسيمو بيغلوتشي، والكاتبة الأسترالية التي ألفت 40 رواية والفائزة بجائزة جمعية المكتبات الأمريكية لأفضل رواية تاريخية كيت فورسيث.

## روابط خارجية
- Official website